# Top Race V6
Top Race V6 (TRV6) é um campeonato de corridas de turismo realizada na Argentina desde 1997.  A categoria é hoje, a terceira mais importante da Argentina, junto da Turismo Carretera e TC2000.

## História

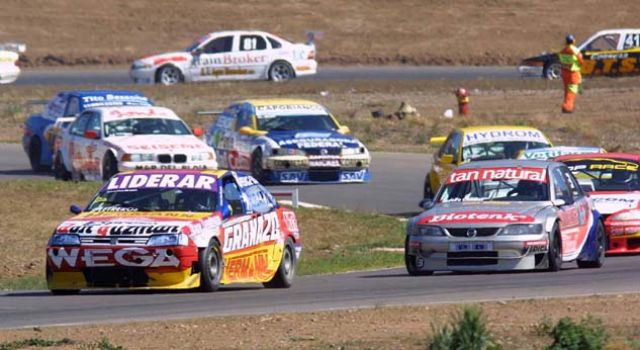
Grid da Top Race 1997

Criada em 1997 e chancelada pela Asociación Corredores de Turismo Carretera (ACTC). A categoria foi concebida, principalmente, para que pilotos de outras categorias (como TC e TC2000) pudessem se manter em atividade nos fins de semana que estivessem sem corridas. Originalmente, a categoria contava com um regramento liberal com relação a quais carros disputavam suas etapas, provendo o aparecimento de carros de diversos segmentos do mercado no mesmo grid (como o Renault Clio e a Mercedes-Benz Classe C), porém, em 1998, a categoria foi exclusivamente reservada para modelos do segmento D, como o Chevrolet Vectra, Ford Mondeo, Dodge Stratus, Peugeot 405 e o BMW Série 3. O regulamento da categoria permitia indistintamente carros com tração dianteira ou traseira, sendo esse um dos fatores fundamentais para que algumas marcas tivessem mais sucesso que outras na categoria. Durante a metade dos anos 2000, o grid era dominado pelos BMW Série 3 e Chevrolet Vectra, apesar de também haver vários modelos de outras marcas. Em 2004, modelos menores começaram a aparecer na categoria, como o Ford Escort e o Volkswagen Polo, sendo aquela temporada vencida por Ernesto Bessone em um Ford Escort.

### Top Race V6 (TRV6)

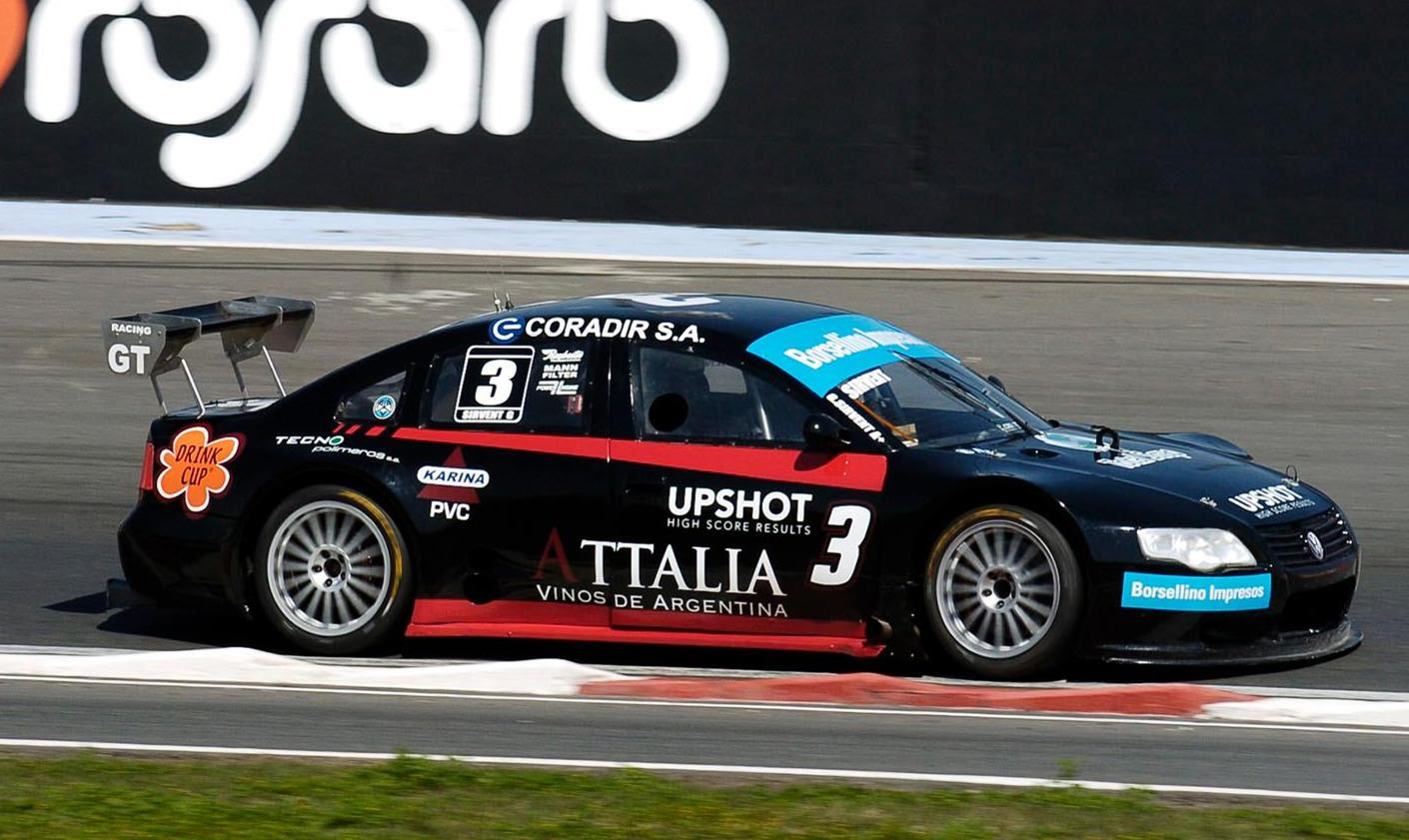
Volkswagen Passat da TRV6

No fim da temporada de 2004, o empresário Alejandro Urtubey comprou as ações da categoria, com fim de a reformular completamente para a temporada de 2005. Os carros da categoria foram desenvolvidos do zero pela Oreste Berta S.A., tendo todos a mesma mecânica e chassis, porém sendo cobertos por uma bolha de corrida que imita as carrocerias de modelos do segmento D, como o Chevrolet Vectra, Ford Mondeo, Peugeot 407 e Volkswagen Passat. Todos contam com motores Jaguar 3.0 V6 de 350 cv (257 kW), por esse motivo, a categoria foi renomeada como Top Race V6. Os carros utilizados anteriormente na categoria, foram utilizados em 2005 em uma categoria secundária, chamada Top Race Pista.
No mesmo ano, respondendo a uma ação de marketing, várias equipes da categoria foram patrocinadas por clubes de futebol, entre eles, os cinco grandes do futebol argentino. Esta proposta gerou grande repercussão para a categoria, que foi deixando essa união com os clubes de futebol logo após, para relevar a competição e qualidade de seus motores como seus pontos fortes, além de uma constante exposição midiática.
Na primeira temporada da TRV6, foi disputado um Torneio de Apresentação, que abarcaria as três primeiras etapas da temporada de 2005 , sendo vencido por Guillermo Ortelli, pilotando um Vectra patrocinado pelo Boca Júniors. Mais tarde, Ortelli venceu a primeira temporada da categoria, se tornando o primeiro campeão da TRV6.
Em 10 de dezembro de 2010, a categoria deixou de ser chancelada pela ACTC para ser chancelada oficialmente pela CODASUR (representante oficial da FIA na América do Sul) a partir da temporada de 2011. Um dos motivos para a mudança foi a evolução desportiva da Top Race, que começou a correr fora da Argentina, dando um caráter mais sul americano a categoria, coisa que a deixava fora da alçada da ACTC. 
Em 2012, o parque motriz da categoria foi revitalizado. Originalmente, a categoria iria receber motores Berta 3.5 V6, desenvolvendo 446 cv (328 kW) , porém, a potência dos motores foi diminuída para 395 cv (290 kW). Os carros, em sí, foram equipados com melhores apêndices aerodinâmicos.

## Top Race Series, Junior e NOA
Após a apresentação da TRV6 em 2005, a Top Race começou a pensar na criação de divisões inferiores da categorias, com o objetivo tanto de formar novos talentos para o automobilismo argentino quanto de prover uma categoria mais barata para pilotos mais experientes.

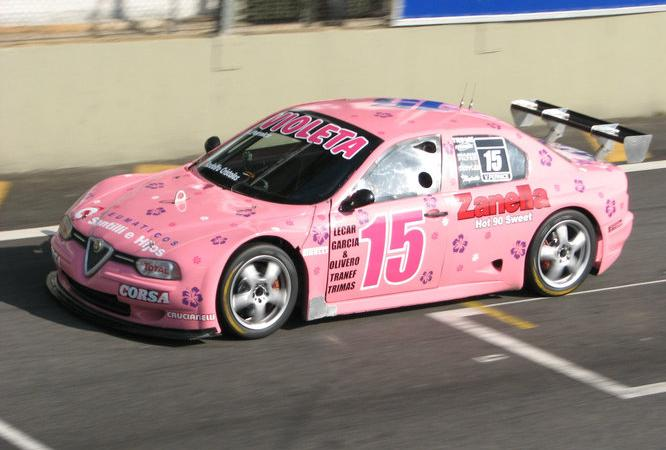
Alfa Romeo 156 da Top Race Series

Em 2007, foi criada a Top Race Junior, inicialmente destinada para a formação de pilotos vindos do karting ou de categorias de fórmula. A acessibilidade e baixo custo da categoria permitiu que a categoria fosse uma alternativa mais econômica para pilotos mais experientes e também para pilotos regionais que tinham a intenção de disputar uma categoria a nível nacional.
Em 2010, a quantidade de pilotos experientes na categoria começou a aumentar, devido a categoria ter se tornado uma boa alternativa para pilotos regionais continuarem suas carreiras desportivas. Porém, isso desvirtuou o objetivo inicial da categoria, fazendo os organizadores considerarem remover o nome Junior da categoria. Em meados daquele ano, foi lançado um concurso na internet para propor o novo nome para a divisão inferior da categoria, tendo vencido o nome Top Race Series, que foi adotado pela categoria na segunda metade de 2010.
Em 2012 e após outra reformulação nos carros da categoria, foi criada a Top Race Junior, novamente. Isso aconteceu devido a que os carros da TRV6 haviam sido trocados por novos, fazendo a Top Race Series receber os carros que eram da TRV6 e essa nova categoria, a utilizar os antigos carros da Top Race Series. Dessa maneira, a evolução da TRV6 também provocou uma evolução na Top Race Series, a criação de uma nova categoria e a modificação da formação de novos pilotos para a categoria.
Apesar de seu regresso em 2012, a Top Race Junior foi encerrada um ano depois, para a criação da Top Race NOA, uma divisão da categoria exclusiva para o noroeste argentino que usou os carros da Top Race Junior. Porém, por volta de 2016, com participação de pilotos de outras regiões, a categoria voltou a ser denominada como Top Race Junior.

## Modelos Homologados
Modelos homologados para a temporada 2023
- Chevrolet: Chevrolet Cruze
- Fiat: Fiat Cronos
- Ford: Ford Mondeo
- Honda: Honda Civic
- Mercedes-Benz: Mercedes-Benz Classe C
- Renault: Renault Fluence
- Toyota: Toyota Camry

## Campeões

### Top Race
| Ano  | Piloto              | Carro             |
| ---- | ------------------- | ----------------- |
| 1997 | Omar Martínez       | Honda Prelude     |
| 1998 | Juan María Traverso | Mercedes-Benz 280 |
| 1999 | Juan María Traverso | Peugeot 405       |
| 2000 | Omar Martínez       | Honda Prelude     |
| 2001 | Guillermo Ortelli   | BMW 320i          |
| 2002 | Diego Aventín       | BMW 320i          |
| 2003 | Juan María Traverso | BMW 320i          |
| 2004 | Ernesto Bessone     | Ford Escort       |
| 2005 | Claudio Kohler      | BMW 320i          |

### TRV6
| Ano                  | Piloto             | Carro                       |
| -------------------- | ------------------ | --------------------------- |
| 2005                 | Guillermo Ortelli  | Chevrolet Vectra II         |
| 2006                 | Omar Martínez      | Ford Mondeo II              |
| 2007                 | Emiliano Spataro   | Volkswagen Passat V         |
| 2008                 | Emiliano Spataro   | Volkswagen Passat V         |
| 2009                 | José María López   | Ford Mondeo II              |
| Copa América 2010    | Guido Falaschi     | Ford Mondeo II              |
| Torneo Clausura 2010 | Agustín Canapino   | Mercedes-Benz Classe C W203 |
| 2011                 | Agustín Canapino   | Mercedes-Benz Classe C W203 |
| 2012                 | Agustín Canapino   | Mercedes-Benz Classe C W204 |
| 2013                 | Agustín Canapino   | Mercedes-Benz Classe C W204 |
| 2014                 | Agustín Canapino   | Mercedes-Benz Classe C W204 |
| 2015                 | Matías Rodríguez   | Mercedes-Benz C-Class W204  |
| 2016                 | Agustín Canapino   | Mercedes-Benz C-Class W204  |
| 2017                 | Agustín Canapino   | Mercedes-Benz C-Class W204  |
| 2018                 | Franco Girolami    | Mitsubishi Lancer GT        |
| 2019                 | Matías Rossi       | Toyota Camry XV50           |
| 2020                 | Matías Rossi       | Toyota Camry XV50           |
| 2021                 | Diego Azar         | Toyota Camry XV50           |
| 2022                 | Diego Azar         | Lexus ES                    |
| 2023                 | Luis José Di Palma | Fiat Cronos                 |
| 2024                 | Luis José Di Palma | Fiat Cronos                 |